# John Rawls
John Bordley Rawls, född 21 februari 1921 i Baltimore, Maryland, död 24 november 2002 i Lexington, Massachusetts, var en amerikansk filosof. Han studerade vid Cornell- och Princetonuniversitetet, där han tog sin Ph. D 1950. Blev 1960 professor vid Massachusetts Institute of Technology, och efter 1962 knuten till Harvard.
Hans tänkande var starkt influerat av Kants praktiska filosofi. I sitt huvudverk En teori om rättvisa påpekar han att ingen lyckats formalisera common sense-moralen, och uppställer som ett av sina främsta mål att formulera en teori av rättvisa som överensstämmer med våra intuitioner om begreppets innebörd. Ett annat mål är att vederlägga den vid den tiden dominerande utilitarismen. 
Rawls idéhistoriska betydelse ligger främst i att han med sitt arbete återuppväckte en livlig debatt kring politisk filosofi som hade avtagit alltmer under 1900-talet. Han ses som en av socialliberalismens främsta moderna teoretiker. Hans intellektuella huvudmotståndare var den nyliberale filosofen Robert Nozick, som disputerade och undervisade under samma period som Rawls. Båda filosoferna dog år 2002.

## Biografi
Rawls föddes i Baltimore, Maryland den 21 februari 1921 i en ganska välbärgad familj. Hans barndom präglades av två tragedier som inträffade under kort tid: två av hans bröder dog av sjukdom, en erfarenhet som fick honom att börja fundera över godtycklighet i förhållande till lycka. Han studerade både vid Cornell University och Princeton University; till det senare universitetet följde han sin bror, och antogs där sedermera som doktorand.
Som doktorand hamnade han under inflytande av den brittiska analytiska filosofins antimetafysiska tradition, särskilt som detta kom till uttryck i Wittgensteins filosofi. Han doktorerade 1950 och avhandlingen låg till grund för hans första vetenskapliga artikel, "Outline of a Decision Procedure for Ethics" (1951).
1952-1953 tillbringade Rawls vid Oxford university som Fulbright Fellow, där han kom i kontakt med H.L.A. Hart och Isaiah Berlin, och den politiska och rättsliga filosofi som kretsade där med dem som nav. Det var efter tiden vid Oxford som Rawls på allvar började ägna sig åt relationen mellan rättvisan, friheten och jämlikheten i den samtida politiska teorin.
Efter att ha varit verksam vid Cornell och MIT, blev Rawls knuten till Harvard 1962, där han 1979 utnämndes till University Professor. A Theory of Justice utkom 1971, och är den största källan till hans berömmelse.
Han avled den 24 november 2002.

## Filosofi
Rawls har jämfört sättet att utveckla etiska (inklusive politiska) teorier, med att utveckla en ny grammatik: det handlar om att formulera principer som leder till giltiga omdömen när de tillämpas och vilka överensstämmer med redan etablerade, men intuitiva, uppfattningar om vad som är rätt och fel. I detta normativa förhållningssätt skilde han sig från sina närmaste föregångare, som ägnade sig åt analyser av etiska system och handlingar, och han markerade en återgång till att låta värden vara bestämmande för etiken. Om giltigheten i detta studium, skrev Rawls redan i "Outline of a Decision Procedure for Ethics".

### En teori om rättvisa
John Rawls mest välkända bok är En teori om rättvisa från 1971. Hans huvudpoäng i boken är att ett rättvist samhälle är ett där de enda ojämlikheterna som finns gagnar de sämst ställdas situation. Han rättfärdigar detta samhälle genom ett kontraktetiskt argument som inleds med en ursprungssituation där alla rationella individer ovetandes om sina positioner i det framtida samhället ska bestämma regler och villkor för hur det samhället ska se ut. Rawls menade således att personerna skulle vara placerade under en okunnighetens slöja när de valde, för då skulle de komma att maximera sitt välstånd, minimera risken för sig själva att leva ett odrägligt liv och därför ordna samhället enligt Rawls principer. 
Den första principen i Rawls system består i en frihetsprincip: att alla personer har rätt till ett så vidsträckt system av friheter som möjligt, så länge dessa friheter inte inkräktar på någon annans. Principen anses för övrigt vara en klassisk liberal grundpelare. 
En annan princip kallas differensprincipen, och innebär att ekonomiska ojämlikheter bara är rättfärdigade så länge man kan visa att detta är till gagn för dem som har det sämst ställt. 
Ytterligare en princip, som har fått långt mindre uppmärksamhet än frihetsprincipen och differensprincipen, är Rawls princip om lika möjligheter som han kallar Fair Equality of Opportunity Principle. Enligt denna princip bör samhälleliga institutioner vara inrättade så att personer med samma naturliga talang och ambition ska ha lika möjlighet till fördelaktiga positioner. Principen innebär alltså en distinktion mellan samhällets och individens ansvar vad gäller individens framgång. Det åligger samhället att likställa alla medborgares möjligheter till den utsträckning att endast naturlig talang och ambition avgör individernas framgångar.

Rawls sammanfattar sin teori på följande vis:
Första principen: varje person har rätt till det mest vidsträckta system av fundamentala friheter som är förenligt med ett liknande system för varje annan person.
Andra principen: sociala och ekonomiska ojämlikheter ska ordnas så att de är både a) till största förväntade fördel för de minst gynnade och b) knutna till ämbeten och befattningar som står öppna för alla under förhållanden som ger alla skäligt jämngoda möjligheter.
Han ger lexikalisk prioritet till den första principen (frihetsprincipen) framför den andra och lexikalisk prioritet till den andra principens andra del (principen om skäliga lika möjligheter) framför den andra principens första del (differensprincipen). Detta innebär att individers grundläggande friheter aldrig får offras för förbättringar i jämlikhet eller socialt och ekonomiskt välstånd. Principen om allas lika möjligheter får heller inte inskränkas för att gynna de sämst ställda. Principen om lika möjligheter kan brytas ned i två delprinciper. För det första innehåller den en antidiskrimineringsprincip som gör gällande att fördelaktiga positioner ska gå till de med bäst kvalifikationer. För det andra innehåller den en princip om skälig bakgrund som gör gällande att samhället ska se till så att personer med samma naturliga talang och ambition ska ha samma utsikter till framgång i det offentliga livet.

### Folkens rätt
John Rawls försöker i Folkens rätt (The Law of Peoples, 1993) att utveckla en rättviseteori för internationella relationer. Denna skiljer sig på flera viktiga punkter från hans rättviseteori vad gäller ett enskilt samhälle. De har både det gemensamt att de bygger på ett hypotetiskt socialt kontrakt.
Bland det viktigaste ett samhälle måste bestämma sig för, som samhälle, är hur man ska förhålla sig gentemot andra samhällen. Rawls menar att man kan komma fram till detta genom hans konstruktivistiska tänkta ursprungsposition, vars premisser måste anpassas till varje enskilt fall där den appliceras, som exempelvis inhemsk- och internationell rättvisa. Han menar att man, efter att man använt hans hypotetiska argument på inhemsk rättvisa, kan använda det på en högre nivå, nämligen i samhället av samhällen. I denna ursprungspositionen är parterna representanter för de olika folken vars inrikes förhållanden uppfyller kraven på rättvisa som har framkommit på den första nivån. Han behandlar tre typer av stater i sin teori: de liberala, de välordnat hierarkiska (som respekterar grundläggande värden som exempelvis mänskliga rättigheter, men som inte uppfyller eller strävar efter att uppfylla mer liberala principer) och skurkstaterna.

## Kritik
Rawls rättviseteori har haft mycket stort inflytande på politisk filosofi. Denna uppmärksamhet har även fört med sig en mängd kritik, från både den politiska högern och vänstern.

### Anarki, stat och utopi
Den mest inflytelserika högerkritiken har kommit från Harvardfilosofen Robert Nozick, vars politiska verk Anarki, stat och utopi från 1974 i mångt och mycket utgör en omfattande kritik av Rawls tre år äldre En teori om rättvisa. Nozick hävdar att Rawls teori medför en omfattande kränkning av individers rätt till sin rättmätigt förvärvade egendom, i och med den omdistribuering som krävs. Enligt Nozick är även sådant som skatt i grund och botten stöld.

### Kritik från vänster
Från den politiska vänstern har kritiken ibland inriktat sig mot Rawls instrumentella behandling av jämlikhet. Enligt vänsterkritikern Lawrence Crocker har jämlikhet ett egenvärde som inte tas på allvar av Rawls. Crocker illustrerar sin poäng med ett tankeexperiment:
Vi har ett avgränsat samhälle där det inte finns några sociala uppdelningar av betydelse. Inkomster, förmögenheter och andra förmåner är desamma för alla, på några få procent när. Det finns bara ett sätt att förändra samhället för att åstadkomma en annan fördelning. Enligt den nya fördelningen kommer 5 procent av människorna att få en 10 gånger högre inkomst än tidigare, och alla andra kommer att få 1 procent mer än sin tidigare inkomst. Det skulle vara trevligt för de 5 procenten att få sina inkomster så dramatiskt förhöjda. Den 1-procentiga höjningen för de återstående 95 procenten av befolkningen verkar att vara en så blygsam fördel att den knappast vore värd att ta i betraktande, men den är ett litet plus. Å andra sidan skulle den enorma ojämlikhet som introducerades genom denna förändring leda till att samhället delades upp i två klart åtskilda kaster.
 Crocker menar att Rawls differensprincip kräver att man i sådana fall som det som beskrivs bör göra samhället mer ojämlikt. Men, menar Crocker, detta är att handla i motsättning till jämlikhetens intrinsikala värde.

## Verk
- En teori om rättvisa (A Theory of Justice, 1971)
- Political Liberalism
- Folkens rätt (The Law of Peoples: with "The Idea of Public Reason Revisited.”)
- Collected Papers
- Lectures on the History of Moral Philosophy
- Justice as Fairness: A Restatement
- Lectures on the History of Political Philosophy

## Utmärkelser
- Schockpriset i logik och filosofi 1999